# Rich Franklin
Pour les articles homonymes, voir Richard Franklin et Franklin.
Rich Jay Franklin II est un pratiquant américain d'arts martiaux mixtes (MMA), ceinture marron de jiu-jitsu brésilien et ancien champion des poids moyens de l'UFC.
Le 17 novembre 2013, il annonce que son prochain combat qui se déroulera courant 2014 sera son dernier.

## Parcours en MMA

### Ultimate Fighting Championship

#### Champion des poids moyens de l'UFC
Pour la seconde fois de sa carrière, Rich Franklin rencontre Evan Tanner, après une première victoire sur ce dernier deux ans plus tôt, en poids mi-lourd, dans son premier combat à l'UFC. Les deux hommes s’affrontent cette fois-ci pour la ceinture de champion des poids moyens de l'UFC que Tanner a décrochée, alors vacante, en février 2005 face à David Terrell.
Lors de l'UFC 53 du 4 juin 2005, Franklin évite une fin de match prématurée en se ressaisissant rapidement d'un puissant crochet du champion qui l'envoie dos au tapis dans la dernière minute de la première reprise.
Il se montre ensuite de plus en plus dominant envoyant de nombreux coups qui marquent le visage de Tanner. Dans le quatrième round, l'arbitre interrompt le match pour demander l'avis du médecin  qui n'autorise pas Tanner à reprendre. Rich Franklin remporte le combat par TKO et devient le nouveau champion des poids moyens de l'UFC.
Comme prévu avant la rencontre, le vainqueur de ce match devient alors entraineur de la deuxième saison de la série The Ultimate Fighter face au champion des poids mi-moyens de l'UFC, Matt Hughes.
Si un match « champion contre champion » était prévu en cas de victoire de Tanner, le traditionnel combat entre les entraineurs de fin de saison n'est pas envisagé entre les deux amis Franklin et Hughes.
Pour son premier combat en tant que champion, Rich Franklin rencontre Nate Quarry, compétiteur malheureux de la saison originel de The Ultimate Fighter mais ayant enchainé trois victoires par KO ou TKO dans le premier round depuis ses débuts dans l'organisation.
Les deux hommes se rencontrent en vedette de l'UFC 56, le 19 novembre 2005 et le prétendant au titre ne renouvelle pas ses précédents exploits. Après avoir réussi à se relever d'un coup de poing du gauche qui l'a déjà envoyé dos au sol, Quarry tombe totalement raide au tapis sur un coup de poing du droit du champion.
Franklin défend son titre avec succès en remportant le match par KO à la moitié de la première reprise.
Rich Franklin défend ensuite son titre contre le Canadien David Loiseau en combat principal de l'UFC 58 du 4 mars 2006, soirée voyant s'opposer combattants américains et canadiens.
Il domine largement les cinq rounds du combat, inquiété brièvement par un crochet du gauche dans la troisième reprise et malgré une main blessé au cours du deuxième,.
Franklin remporte logiquement la victoire par décision unanime (50-43, 50-43, 50-42).
De retour de blessure, Rich Franklin est opposé au Brésilien Anderson Silva, plébiscité par un sondage sur le site web de l'UFC. 
La rencontre est confirmée fin août 2006 pour l'UFC 64 du 14 octobre 2006.
S'il est encore peu connu sur le territoire américain, Silva a aisément dominer le jusque-là invaincu Chris Leben.
Le Brésilien surprend d'ailleurs encore le public en surclassant le champion au clinch. Il envoie de puissants coups de genou au corps et au visage qui ont rapidement raison de Franklin et remporte le titre par KO en moins de trois minutes dans le premier round.

#### Parcours post-titre
Dans son premier match après la perte du titre, Rich Franklin est opposé au Canadien Jason MacDonald lors de l'UFC 68 du 3 mars 2007, à Colombus dans l'Ohio.
L'Américain se montre supérieur en pieds-poings et réussit à s'installer en position montée en fin de seconde reprise. Il envoie de là de puissants coups de poing qui marquent MacDonald. À la fin de ce round, le coin du Canadien préfère signaler l'abandon et Franklin remporte le combat par TKO.
Il annonce après la rencontre avoir prévu avec le président de l'UFC, Dana White, un nouveau match contre Anderson Silva organisé dans sa ville natale, Cincinnati.
Cependant, un mois plus tard, il est d'abord envisagé contre le kick-boxeur danois Martin Kampmann pour le premier événement de l'UFC en Irlande du Nord au mois de juin 2007.
Mais début mai, Kampmann est blessé et Franklin est reprogrammé face à Yushin Okami pour cet UFC 72 du 16 juin à Belfast.
Lors du combat principal de la soirée, Franklin remporte debout les deux premiers rounds peu engagés du combat. Les choses s'accélèrent dans la troisième reprise, Okami est à deux doigts de soumettre l'ancien champion par kimura mais Franklin s'en sort finalement. Il remporte alors la victoire par décision unanime (29-28, 29-28, 29-28),

#### Nouvelle chance de titre
Avec cette victoire, Rich Franklin signe un nouveau contrat de six combats avec l'UFC
et s'assure une nouvelle chance pour la ceinture des poids moyens. Un nouveau combat contre le toujours champion Anderson Silva est alors prévu pour l'UFC 77 du 20 octobre 2007, à Cincinnati.
Malheureusement pour l'Américain, Silva remporte à nouveau la victoire en dominant les débats au clinch. Le Brésilien termine cette fois-ci le match par TKO en début de second round.
Rich Franklin continue son parcours face à Travis Lutter, vainqueur de la quatrième saison de l'émission The Ultimate Fighter en novembre 2006 et de retour à la compétition après une blessure au cou.
D'abord pressentie pour l'UFC 82 de mars 2008,
la confrontation a finalement lieu à l'UFC 83, le 19 avril 2008.
Lutter amène Franklin au sol dans le premier round et réussit à installer une clé de bras, mais ce dernier se dégage de la prise. Franklin reprend le dessus dans la seconde reprise contre un adversaire fatigué. Lutter ne peut résister aux assauts de l'ancien champion qui finit par l'emporter par TKO.

#### Retour en poids mi-lourd
Rich Franklin fait son retour dans la catégorie de poids supérieure, celle des poids mi-lourds et affronte un ami d'enfance et parfois partenaire d'entrainement, Matt Hamill.
Ce combat a lieu le 6 septembre 2008, en second combat principal de l'UFC 88.
Franklin contrôle les débats en pieds-poings face au lutteur, qui lui ouvre cependant une coupure sous l’œil droit avec un uppercut dans le premier round. L'arbitre demande même au médecin de vérifier la blessure dans la seconde reprise, qui donne alors son accord pour continuer le match. Au début de la troisième et dernière reprise, Hamill s'écroule à la suite d'un coup de pied au corps et quelques coups de poing sur ce dernier au sol donnent la victoire par TKO à Franklin.
Après ce succès, il rencontre l'ancien double champion du Pride FC, Dan Henderson, en vedette de l'UFC 93 à Dublin, le 17 janvier 2009
En utilisant sa lutte, Henderson semble remporter aux points les deux premiers rounds. Dans la dernière reprise cependant, Franklin évite d'être amené au sol mais sans réussir à terminer le combat avant la limite, et s'incline donc par décision partagée (29-28, 27-30, 29-28).
C'est à nouveau en tête d'affiche d'un événement en Europe et face à un ancien champion des poids moyens du Pride FC, que Rich Franklin continue son parcours. Il rencontre en effet Wanderlei Silva dans un combat en poids intermédiaire fixé à 195 lb (89 kg), lors de l'UFC 99 à Cologne, le 13 juin 2009.
Depuis septembre 2006, le Brésilien a pourtant essuyé quatre défaites en cinq combats. Franklin travaille méthodiquement pour se montrer supérieur debout lors des trois rounds du match et ajoute un nouveau revers au palmarès de Silva.
L'Américain l'emporte alors par décision unanime
dans un affrontement gratifié du bonus du combat de la soirée.

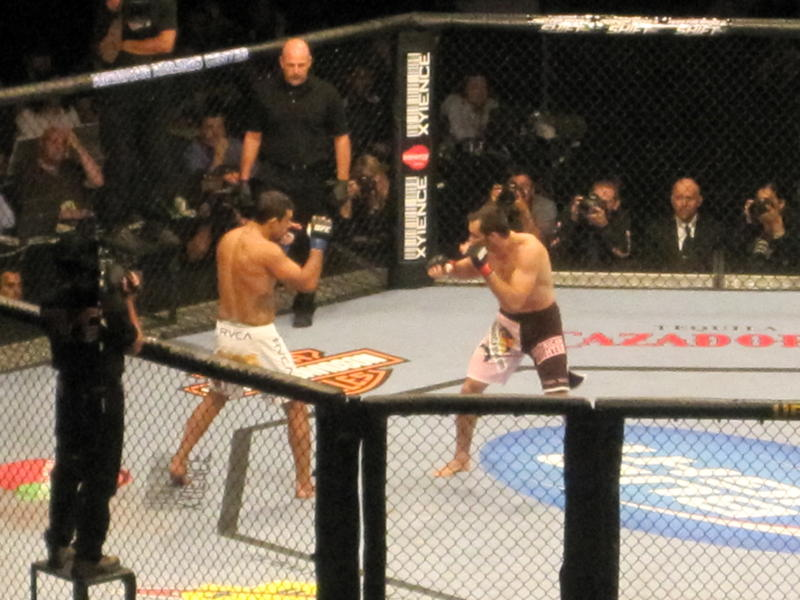
Rich Franklin et Vitor Belfort dans l'Octogone lors de l'.

Une revanche face à Dan Henderson est un temps prévu pour la suite de son parcours,
mais rapidement c'est Vitor Belfort, ancien champion des poids mi-lourds de l'UFC de retour dans l'organisation après un départ en 2005, qui est désigné comme son prochain adversaire dans un nouveau combat à poids intermédiaire à 195 lb (89 kg), en tête d'affiche de l'UFC 103 du 19 septembre 2009.
Après un moment d'observation, Belfort assomme Franklin avec un coup de poing du gauche et continue ensuite les coups pour remporter la victoire par TKO dès la première reprise.

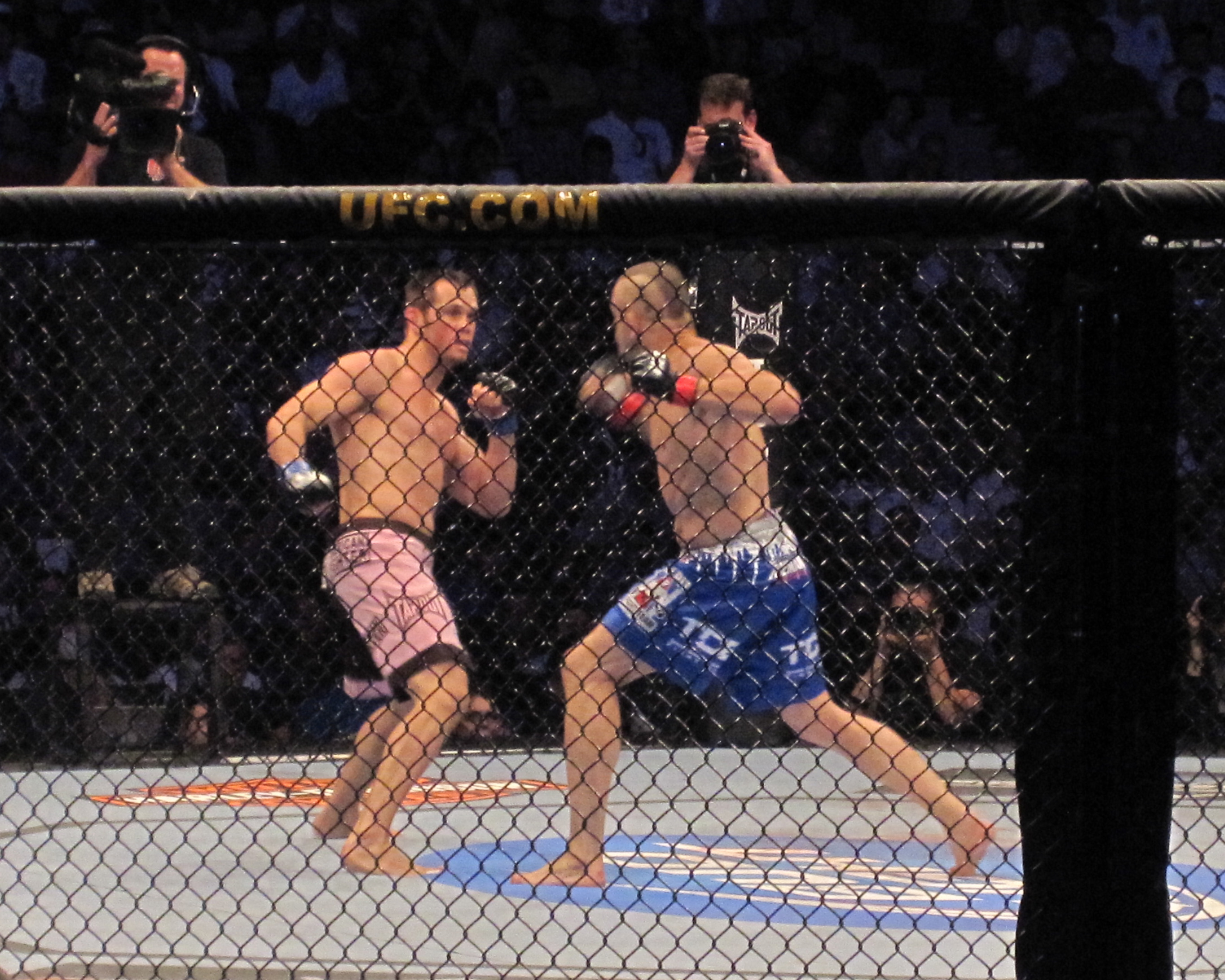
Rich Franklin et Chuck Lidell combattent lors de l'.

Rich Franklin continue d'affronter d'anciens champions et Randy Couture pourrait alors être son prochain adversaire pour l'UFC 115 du 12 juin 2010.
C'est cependant face à un autre grand nom des MMA, Chuck Liddell, qu'il prend finalement part au combat principal de la soirée. Il remplace en fait Tito Ortiz, originellement prévu face à Liddell en conclusion de la onzième saison de l'émission The Ultimate Fighter. Il participe alors au dernier épisode de la série.
Dans un duel en pieds-poings, Liddell se montre convaincant. De l'aveu de Franklin, un des coups de pied hauts du vétéran de 40 ans lui blesse l'avant-bras. Mais en toute fin de première reprise, alors que Liddell accule Franklin contre l'Octogone, ce dernier envoie un coup de poing du droit en contre qui met KO son adversaire et lui permet de ressortir vainqueur de la confrontation.
C'est à nouveau un ancien champion des poids mi-lourds de l'UFC que Franklin affronte le 5 février 2011, lors de l'UFC 126 en la personne de Forrest Griffin.
Dans ce second combat principal de la soirée, c'est l'un peu plus massif Griffin qui se montre supérieur sur les deux premiers rounds et l'emporte finalement par décision unanime à la fin des trois reprises (29-28, 29-28, 29-28).
Encore une fois, Franklin se blesse au bras en bloquant un coup de pied lors du match.
Il est ensuite prévu face à Antônio Rogério Nogueira pour l'UFC 133 du 6 août 2011,
mais le Brésilien annule sa participation peu avant l'échéance à cause d'une blessure à l'épaule et aucun remplaçant ne lui est alors trouvé.
C'est alors dans un combat chez les poids moyens, face au spécialiste de sanda et ancien champion des poids moyens du Strikeforce, Cung Le, que Rich Franklin devait prendre part à l'UFC 148 en juillet 2012.
Mais il remplace finalement Vitor Belfort blessé, et affronte à nouveau Wanderlei Silva le 23 juin 2012, en combat principal de l'UFC 147 dans un match en poids intérmédiaire à 190 lb (86 kg).
Inquiété dans la deuxième reprise, il est assommé par un crochet du gauche mais réussit ensuite à travailler assez pour éviter que l'arbitre n'arrête ici le combat. En recontrôlant les efforts suivants en pieds-poings, Franklin remporte tout de même la victoire par décision unanime des juges aux termes des cinq round (49-46, 49-46, 49-46).
La rencontre s'octroie de plus le bonus du combat de la soirée.

#### Retour en poids moyen et retraite
Le combat des poids moyens opposant Rich Franklin à Cung Le, déjà prévu plus tôt pour l'UFC 148, se déroule finalement en tête d'affiche de l'UFC on Fuel TV6, premier événement de l'organisation à Macao.
Les deux hommes se rencontrent le 10 novembre et c'est Le qui l'emporte rapidement en mettant KO son adversaire dès la première reprise avec un puissant coup de poing en contre.
En mai 2014, Rich Franklin devient le vice-président de l'organisation malaisienne d'arts martiaux mixtes ONE Championship.
S'il fait un temps part d'un possible retour,
après trois ans hors de la compétition, il annonce officiellement sa retraite en tant qu'athlète fin septembre 2015, à l'aube de ses 41 ans.

## Palmarès en MMA
| Résultat      | Record   | Adversaire      | Méthode                                        | Événement                            | Date              | Round | Temps | Lieu                                       | Notes                                                                |
| ------------- | -------- | --------------- | ---------------------------------------------- | ------------------------------------ | ----------------- | ----- | ----- | ------------------------------------------ | -------------------------------------------------------------------- |
| Défaite       | 29-7 (1) | Cung Le         | KO (coup de poing)                             | UFC on Fuel TV: Franklin vs. Le      | 10 novembre 2012  | 1     | 2:17  | Macao, Chine                               | Retour en poids moyen.                                               |
| Victoire      | 29-6 (1) | Wanderlei Silva | Décision unanime                               | UFC 147: Silva vs. Franklin II       | 23 juin 2012      | 5     | 5:00  | Belo Horizonte, Brésil                     | Combat en poids intermédiaire : 190 lb (86 kg). Combat de la soirée. |
| Défaite       | 28-6 (1) | Forrest Griffin | Décision unanime                               | UFC 126: Silva vs. Belfort           | 5 février 2011    | 3     | 5:00  | Las Vegas, Nevada, États-Unis              |                                                                      |
| Victoire      | 28-5 (1) | Chuck Liddell   | KO (coup de poing)                             | UFC 115: Liddell vs. Franklin        | 12 juin 2010      | 1     | 4:55  | Vancouver, Colombie-Britannique, Canada    | KO de la soirée.                                                     |
| Défaite       | 27-5 (1) | Vitor Belfort   | TKO (coups de poing)                           | UFC 103: Franklin vs. Belfort        | 19 septembre 2009 | 1     | 3:02  | Dallas, Texas, États-Unis                  | Combat en poids intermédiaire : 195 lb (89 kg).                      |
| Victoire      | 27-4 (1) | Wanderlei Silva | Décision unanime                               | UFC 99: The Comeback                 | 13 juin 2009      | 3     | 5:00  | Cologne, Allemagne                         | Combat en poids intermédiaire : 195 lb (89 kg). Combat de la soirée. |
| Défaite       | 26-4 (1) | Dan Henderson   | Décision partagée                              | UFC 93: Franklin vs. Henderson       | 17 janvier 2009   | 3     | 5:00  | Dublin, Irlande                            |                                                                      |
| Victoire      | 26-3 (1) | Matt Hamill     | TKO (coup de pied au corps)                    | UFC 88: Breakthrough                 | 6 septembre 2008  | 3     | 0:39  | Atlanta, Géorgie, États-Unis               | Retour en poids mi-lourd.                                            |
| Victoire      | 25-3 (1) | Travis Lutter   | TKO (coups de poing)                           | UFC 83: Serra vs. St. Pierre II      | 19 avril 2008     | 2     | 3:01  | Montréal, Québec, Canada                   |                                                                      |
| Défaite       | 24-3 (1) | Anderson Silva  | TKO (coups de genou)                           | UFC 77: Hostile Territory            | 20 octobre 2007   | 2     | 1:07  | Cincinnati, Ohio, États-Unis               | Pour le titre des poids moyens de l'UFC.                             |
| Victoire      | 24-2 (1) | Yushin Okami    | Décision unanime                               | UFC 72: Victory                      | 16 juin 2007      | 3     | 5:00  | Belfast, Irlande du Nord                   |                                                                      |
| Victoire      | 23-2 (1) | Jason MacDonald | TKO (arrêt du coin)                            | UFC 68: Uprising                     | 3 mars 2007       | 2     | 5:00  | Columbus, Ohio, États-Unis                 |                                                                      |
| Défaite       | 22-2 (1) | Anderson Silva  | KO (coup de genou)                             | UFC 64: Unstoppable                  | 14 octobre 2006   | 1     | 2:59  | Las Vegas, Nevada, États-Unis              | Perd le titre des poids moyens de l'UFC.                             |
| Victoire      | 22-1 (1) | David Loiseau   | Décision unanime                               | UFC 58: USA vs. Canada               | 4 mars 2006       | 5     | 5:00  | Las Vegas, Nevada, États-Unis              | Défend le titre des poids moyens de l'UFC.                           |
| Victoire      | 21-1 (1) | Nate Quarry     | KO (coup de poing)                             | UFC 56: Full Force                   | 19 novembre 2005  | 1     | 2:34  | Las Vegas, Nevada, États-Unis              | Défend le titre des poids moyens de l'UFC.                           |
| Victoire      | 20-1 (1) | Evan Tanner     | TKO (arrêt du médecin)                         | UFC 53: Heavy Hitters                | 4 juin 2005       | 4     | 3:25  | Newark, New Jersey, États-Unis             | Remporte le titre des poids moyens de l'UFC.                         |
| Victoire      | 19-1 (1) | Ken Shamrock    | TKO (coups de poing)                           | The Ultimate Fighter 1               | 9 avril 2005      | 1     | 2:42  | Las Vegas, Nevada, États-Unis              | Combat en poids mi-lourd.                                            |
| Victoire      | 18-1 (1) | Curtis Stout    | Soumission (coups de poing)                    | SuperBrawl 38                        | 12 décembre 2004  | 2     | 1:28  | Honolulu, Hawaï, États-Unis                |                                                                      |
| Victoire      | 17-1 (1) | Jorge Rivera    | Soumission (clé de bras)                       | UFC 50: The War of '04               | 22 octobre 2004   | 3     | 4:28  | Antlantic City, New Jersey, États-Unis     | Début en poids moyen.                                                |
| Victoire      | 16-1 (1) | Ralph Dillon    | Soumission (kimura)                            | Alaska Fighting Championship         | 14 juillet 2004   | 1     | 0:56  | Anchorage, Alaska, États-Unis              |                                                                      |
| Victoire      | 15-1 (1) | Leo Sylvest     | Soumission (coups de poing)                    | SuperBrawl 35                        | 16 avril 2004     | 1     | 1:13  | Honolulu, Hawaï, États-Unis                |                                                                      |
| Défaite       | 14-1 (1) | Lyoto Machida   | TKO (coup de pied à la tête et coups de poing) | Inoki Bom-Ba-Ye 2003: Inoki Festival | 31 décembre 2003  | 2     | 1:03  | Kōbe, Japon                                |                                                                      |
| Victoire      | 14-0 (1) | Edwin Dewees    | TKO (coups de poing et coups de genou)         | UFC 44: Undisputed                   | 26 septembre 2003 | 1     | 3:35  | Las Vegas, Nevada, États-Unis              |                                                                      |
| Victoire      | 13-0 (1) | Roberto Ramirez | KO (coup de poing)                             | Battleground 1: War Cry              | 19 juillet 2003   | 1     | 0:10  | Villa Park, Illinois, États-Unis           |                                                                      |
| Victoire      | 12-0 (1) | Evan Tanner     | TKO (coups de poing)                           | UFC 42: Sudden Impact                | 25 avril 2003     | 1     | 2:40  | Miami, Floride, États-Unis                 |                                                                      |
| Victoire      | 11-0 (1) | Antony Réa      | TKO (coups de poing)                           | UCC Hawaii: Eruption in Hawaii       | 17 septembre 2002 | 1     | 2:46  | Honolulu, Hawaï, États-Unis                |                                                                      |
| Victoire      | 10-0 (1) | Yan Pelerin     | Soumission (clé de bras)                       | UCC 10: Battle for the Belts 2002    | 15 juin 2002      | 1     | 3:23  | Hull, Québec, Canada                       |                                                                      |
| Victoire      | 9-0 (1)  | Marvin Eastman  | Soumission (clé de bras)                       | World Fighting Alliance 1            | 3 novembre 2001   | 1     | 1:02  | Las Vegas, Nevada, États-Unis              |                                                                      |
| Victoire      | 8-0 (1)  | Dennis Reed     | Soumission (coups de poing)                    | Extreme Challenge Trials             | 25 août 2001      | 1     | 1:38  | Cincinnati, Ohio, États-Unis               |                                                                      |
| Victoire      | 7-0 (1)  | Chris Seifert   | Soumission (coups de poing)                    | Extreme Challenge 41                 | 13 juillet 2001   | 2     | 1:45  | Davenport, Iowa, États-Unis                |                                                                      |
| Victoire      | 6-0 (1)  | Travis Fulton   | TKO (main cassée)                              | Rings USA: Battle of Champions       | 17 mars 2001      | 1     | 5:00  | Council Bluffs, Iowa, États-Unis           |                                                                      |
| Sans décision | 5-0 (1)  | Aaron Brink     | Sans décision (blessure accidentelle)          | IFC: Warriors Challenge 11           | 13 janvier 2001   | 1     | 2:42  | Fresno, Californie, États-Unis             | Pour le titre IFC des poids mi-lourds des États-Unis.                |
| Victoire      | 5-0      | Dennis Reed     | Soumission (clé de bras)                       | Extreme Challenge 35                 | 29 juin 2000      | 1     | 1:56  | Davenport, Iowa, États-Unis                |                                                                      |
| Victoire      | 4-0      | Gary Myers      | KO (coup de pied à la tête)                    | WEF 9: World Class                   | 13 mai 2000       | 3     | 0:59  | Evansville, Indiana, États-Unis            |                                                                      |
| Victoire      | 3-0      | Rob Smith       | TKO (coups de poing)                           | Extreme Challenge 31                 | 24 mars 2000      | 1     | 2:30  | Kenosha, Wisconsin, États-Unis             |                                                                      |
| Victoire      | 2-0      | Eugene Pinault  | Soumission (coups de poing)                    | Extreme Challenge: Trials            | 4 octobre 1999    | 1     | 1:27  | Davenport, Iowa, États-Unis                |                                                                      |
| Victoire      | 1-0      | Michael Martin  | KO (coup de pied à la tête)                    | World Extreme Fighting 6             | 19 juin 1999      | 1     | 0:21  | Wheeling, Virginie-Occidentale, États-Unis |                                                                      |